# روکماله
روکماله (به لاتین: Rukmale) یک منطقهٔ مسکونی در سری‌لانکا است که در استان غربی، سری‌لانکا واقع شده‌است.